# Верещагино (Крым)
Вереща́гино (до 1948 года Кипча́к; укр. Верещагіне, крымскотат. Qıpçaq, Къыпчакъ) — исчезнувшее село в Нижнегорском районе Республики Крым, располагавшееся на севере района. Присоединено к селу Лужки (фактически Верещагино находилось за северной окраиной современного села).

## История
Первое документальное упоминание села встречается в Камеральном Описании Крыма… 1784 года, судя по которому, в последний период Крымского ханства Кыпчак входил Карасъбазарское каймаканство и был вовсе разорён. После присоединения Крыма к России (8) 19 апреля 1783 года, (8) 19 февраля 1784 года, именным указом Екатерины II сенату, на территории бывшего Крымского Ханства была образована Таврическая область и деревня находилась на территории Перекопского уезда. После Павловских реформ, с 1796 по 1802 год, входил в Перекопский уезд Новороссийской губернии. По новому административному делению, после создания 8 (20) октября 1802 года Таврической губернии, это была территория Таганашминской волости Перекопского уезда.
Видимо, за эти годы в деревню вернулось население, поскольку, согласно Ведомости о всех селениях, в Перекопском уезде состоящих… от 21 октября 1805 года, в деревне Кипчак в 5 дворах проживали 34 крымских татарина и в 1 дворе — 4 цыгана. На военно-топографической карте генерал-майора Мухина 1817 года деревня Кипчак обозначена с 5 дворами. После реформы волостного деления 1829 года Кипчак, согласно «Ведомости о казённых волостях Таврической губернии 1829 года», отнесли к Башкирицкой волости (переименованной из Таганашминской), но на картах 1836 и 1842 года обозначены уже развалины деревни Кипчак.
В 1860-х годах, после земской реформы Александра II, деревню приписали к Байгончекской волости. Согласно «Списку населённых мест Таврической губернии по сведениям 1864 года», составленному по результатам VIII ревизии 1864 года, Кипчак — владельческая татарская деревня с 4 дворами и 11 жителями при колодцах, а, согласно «Памятной книжке Таврической губернии за 1867 год», деревня Кипчак была покинута жителями в 1860—1864 годах — в результате эмиграции крымских татар, особенно массовой после Крымской войны 1853—1856 годов, в Турцию и оставалась в развалинах. На трёхверстовой карте Шуберта 1865—1876 годов также обозначены развалины деревни Кипчак.
По Статистическому справочнику Таврической губернии. Ч.II-я. Статистический очерк, выпуск пятый Перекопский уезд, 1915 год, в деревне Кипчак (вакуф) Ак-Шеихской волости Перекопского уезда числилось 4 двора с татарским населением в количестве 20 человек приписных жителей и, видимо, она же обозначена как Кипчак на километровой карте Генштаба Красной армии 1941 года, составленной по картам 1920-х годов, но в Списке населённых пунктов Крымской АССР по Всесоюзной переписи 17 декабря 1926 года Кипчак не фигурирует.. Постановлением ВЦИК «О реорганизации сети районов Крымской АССР» от 30 октября 1930 года был создан Сейтлерский район (по другим сведениям 15 сентября 1931 года), переименованный указом ВС РСФСР № 621/6 от 14 декабря 1944 года в Нижнегорский и село передали в его состав.
После освобождения Крыма от фашистов, 12 августа 1944 года было принято постановление № ГОКО-6372с «О переселении колхозников в районы Крыма» и в сентябре 1944 года в район приехали первые новоселы (320 семей) из Тамбовской области, а в начале 1950-х годов последовала вторая волна переселенцев из различных областей Украины. С 25 июня 1946 года Кипчак в составе Крымской области РСФСР. Указом Президиума Верховного Совета РСФСР от 18 мая 1948 года Кипчак Лужкинского сельского Совета Нижнегорского района переименовали в Верещагино. 26 апреля 1954 года Крымская область была передана из состава РСФСР в состав УССР. Время включения в Акимовский сельсовет пока не установлено: на 15 июня 1960 года село уже числилось в его составе. К 1968 году село присоединили к Лужкам (согласно справочнику «Крымская область. Административно-территориальное деление на 1 января 1968 года» — в период с 1954 по 1968 годы).